# Kașperivka, Baranivka
Kașperivka (în ucraineană Кашперівка) este localitatea de reședință a comunei Kașperivka din raionul Baranivka, regiunea Jîtomîr, Ucraina.

## Demografie
Componența lingvistică a localității Kașperivka
     Ucraineană (98,95%)
     Alte limbi (0,96%)
Conform recensământului din 2001, majoritatea populației localității Kașperivka era vorbitoare de ucraineană (98,95%), existând în minoritate și vorbitori de alte limbi.